# Baker Gurvitz Army (album)
Baker Gurvitz Army is het debuutalbum van de Baker Gurvitz Army. 
Het album wordt grotendeels gedragen door de scherpe zang- en gitaarstemmen van Adrian Gurvitz en het drumwerk van Ginger Baker. Het album werd opgenomen in de Ramport Studios in Londen en gemixt in Trident Studios en Island Studios. Het album werd gestoken in een hoes van Joe Petagno.

## Musici
Baker Gurvitz Army:
- Adrian Gurvitz – zang, gitaar
- Paul Gurvitz – basgitaar, zang
- Ginger Baker – drumstel, percussie, zang

Met
- Madeline Bell – zang
- Rosetta Hightower – zang
- Barry St. John – zang
- Liza Strike zang
- John Mitchell – toetsinstrumenten, zang
- Martyn Ford – orkestratie

## Muziek
| Nr. | Titel                                             | Duur |
| --- | ------------------------------------------------- | ---- |
| 1.  | Help me (Adrian Gurvitz)                          | 4:34 |
| 2.  | Love is (Adrian Gurvitz)                          | 2:47 |
| 3.  | Memory Lane (Adrian Gurvitz, Ginger Baker)        | 4:46 |
| 4.  | Inside of me (Adrian Gurvitz)                     | 5:33 |
| 5.  | I wanna live again (Adrian Gurvitz, Ginger Baker) | 4:22 |

| Nr. | Titel                                   | Duur |
| --- | --------------------------------------- | ---- |
| 1.  | Mad jack (Adrian Gurvitz, Ginger Baker) | 7:54 |
| 2.  | 4 Phil (Adrian Gurvitz, Ginger Baker)   | 4;25 |
| 3.  | Since beginning (Adrian Gurvitz)        | 8:06 |

Opvallend is de lange en vrolijke track Mad Jack, nogal afwijkend van de rest van het album. 

## Ontvangst
In Nederland was er weinig aandacht voor het album. Het Algemeen Dagblad van 15 februari 1975 meldde vooral het doorgaande drumwerk van Baker. Hij was in hun ogen weer op zijn niveau tijdens de Cream-periode. OOR's Pop-encyclopedie (versie 1977) had een hard oordeel; het ontbrak simpelweg aan kwaliteit. In de loop der jaren werd het oordeel zachter, vooral wijzend op het afwijkende drumwerk van Ginger Baker. Op progarchives werd aangewezen als een simpeler stijl van de complexe progressieve rock van Yes en consorten, maar genoeg om in de middenmoot te komen. Het album kent vele heruitgaven. Bij de heruitgaven in 2019 constateerde Antonie Deelen in IO Pages 158 (juli 2019, verzamelbox van drie albums), dat het behoorlijk gedateerd jaren 70 klonk, maar wel een beeldweergave van de sfeer uit die tijd.       